# Odiai
Pour les articles homonymes, voir Busa.
L’odiai, encore appelé busa, busan ou uriai, est une langue de Papouasie-Nouvelle-Guinée.
Ses locuteurs sont au nombre de 240 (2000). Ils habitent 3 villages dans la province de Sandaun, dans le district d’Amanab, au nord du fleuve Upper Sepik, à l’ouest de Namia.
L'odiai est un isolat linguistique.